# Arecaceae
Le palme (Arecaceae Bercht. & J.Presl, 1820) sono una famiglia di piante monocotiledoni appartenenti all'ordine Arecales. Tale famiglia comprende 182 generi con circa 2.500 specie, diffuse per la maggior parte nei climi tropicale e subtropicale.
Sono una delle poche famiglie di monocotiledoni a portamento arboreo, pur essendo sprovviste d'accrescimento secondario, ossia carenti di tessuti meristematici secondari di tipo cambio o fellogeno. Il legno delle Arecaceae deriva da una modificazione di un tessuto primario, il parenchima.
La famiglia ha una lunga storia documentata da una moltitudine di resti fossili risalenti al Cretacico, circa 80 milioni di anni fa.

## Descrizione
I fusti, legnosi, indivisi o dicotomi, possono essere alti alcune decine di metri.
Le foglie, coriacee, sempreverdi, persistenti, palmate o pennate, formano un ciuffo apicale alla sommità del fusto.
I fiori sono unisessuati (per aborto della corrispettiva parte), ma ciascun individuo ne porta di maschili e di femminili; possiedono 6 tepali, piccoli e sepaloidi, cui si aggiungono o gli stami, in numero di 3, 6 o 9, o un gineceo, formato da 3 carpelli, liberi o riuniti in un unico ovario supero. Tale ovario possiede tre logge, ciascuna delle quali porta un solo ovulo. I fiori sono riuniti in un'infiorescenza, detta spadice, a spiga o a pannocchia; lo spadice, nei giovani individui, è circondato da una grande brattea, detta spata, con funzione protettiva.
Il frutto, a seconda dei generi, è una bacca (per esempio, il dattero), o una drupa (per esempio, la noce di cocco, il frutto di Cocos nucifera).

## Biologia
Si riproducono generalmente per impollinazione entomofila.

## Distribuzione e habitat
Si tratta in massima parte di piante tropicali e subtropicali; soltanto poche specie si sono adattate a climi più freddi.
La maggior parte delle specie sono native di Africa, Asia e Australia, alcune delle Americhe e due dell'Europa meridionale: la palma nana (Chamaerops humilis), tipica della macchia mediterranea, diffusa in quasi tutta la Francia meridionale, in gran parte del Portogallo e della Spagna, in Italia e a Malta, e il dattero di Creta (Phoenix theophrasti), nativa di Creta e della Turchia meridionale.
Tra le specie adattatesi ai climi più freddi, merita una menzione il genere Trachycarpus, nativo dell'Asia orientale.

## Tassonomia
La famiglia delle Arecaceae comprende 182 generi divisi in 5 sottofamiglie e 28 tribù, per complessive circa 2.500 specie.
| Sottofamiglia | Tribù            | Sottotribù                   | Generi |
| ------------- | ---------------- | ---------------------------- | --- |
| Calamoideae   | Eugeissoneae     | ---                          | Eugeissona |
| Calamoideae   | Lepidocaryeae    | Ancistrophyllinae            | Eremospatha, Laccosperma, Oncocalamus |
| Calamoideae   | Lepidocaryeae    | Raphiinae                    | Raphia |
| Calamoideae   | Lepidocaryeae    | Mauritiinae                  | Lepidocaryum, Mauritia, Mauritiella |
| Calamoideae   | Calameae         | Korthalsiinae                | Korthalsia |
| Calamoideae   | Calameae         | Salaccinae                   | Eleiodoxa, Salacca |
| Calamoideae   | Calameae         | Metroxylinae                 | Metroxylon |
| Calamoideae   | Calameae         | Calaminae                    | Calamus |
| Calamoideae   | Calameae         | Plectocomiinae               | Myrialepis, Plectocomia, Plectomiopsis |
| Calamoideae   | Calameae         | Pigafettinae                 | Pigafetta |
| Nypoideae     | ---              | ---                          | Nypa |
| Coryphoideae  | Sabaleae         | ---                          | Sabal |
| Coryphoideae  | Cryosophileae    | ---                          | Chelyocarpus, Coccothrinax, Cryosophila, Hemithrinax, Leucothrinax, Itaya, Sabinaria, Schippia, Thrinax, Trithrinax, Zombia                                       |
| Coryphoideae  | Phoeniceae       | ---                          | Phoenix |
| Coryphoideae  | Trachycarpeae    | Rhapidinae                   | Chamaerops, Guihaia, Maxburretia, Rhapidophyllum, Rhapis, Trachycarpus                                                                                            |
| Coryphoideae  | Trachycarpeae    | Livistoninae                 | Johannesteijsmannia, Lanonia, Licuala, Livistona, Pholidocarpus, Saribus                                                                                          |
| Coryphoideae  | Trachycarpeae    | Trachycarpeae incertae sedis | Acoelorraphe, Brahea, Colpothrinax, Copernicia, Pritchardia, Serenoa, Washingtonia                                                                                |
| Coryphoideae  | Chuniophoeniceae | ---                          | Chuniophoenix, Kerriodoxa, Nannorrhops, Tahina |
| Coryphoideae  | Caryoteae        | ---                          | Arenga, Caryota, Wallichia |
| Coryphoideae  | Corypheae        | ---                          | Corypha |
| Coryphoideae  | Borasseae        | Lataniinae                   | Borassodendron, Borassus, Latania, Lodoicea |
| Coryphoideae  | Borasseae        | Hyphaeninae                  | Bismarckia, Hyphaene, Medemia, Satranala |
| Ceroxyloideae | Cyclospaeae      | ---                          | Pseudophoenix |
| Ceroxyloideae | Ceroxyleae       | ---                          | Ceroxylon, Juania, Oraniopsis, Ravenea |
| Ceroxyloideae | Phytelepheae     | ---                          | Ammandra, Aphandra, Phytelephas |
| Arecoideae    | Iriarteae        | ---                          | Dictyocaryum, Iriartella, Iriartea, Socratea, Wettinia |
| Arecoideae    | Chamaedoreeae    | ---                          | Chamaedorea, Gaussia, Hyophorbe, Synechanthus, Wendlandiella |
| Arecoideae    | Podococceae      | --                           | Podococcus |
| Arecoideae    | Oranieae         | ---                          | Orania |
| Arecoideae    | Sclerospermeae   | ---                          | Sclerosperma |
| Arecoideae    | Roystoneae       | ---                          | Roystonea |
| Arecoideae    | Reinhardtieae    | ---                          | Reinhardtia |
| Arecoideae    | Cocoseae         | Attaleinae                   | Allagoptera, Attalea, Beccariophoenix, Butia, Cocos, Jubaea, Jubaeopsis, Syagrus, Parajubaea, Voanioala                                                           |
| Arecoideae    | Cocoseae         | Bactridinae                  | Acrocomia, Aiphanes, Astrocaryum, Bactris, Desmoncus |
| Arecoideae    | Cocoseae         | Elaeidinae                   | Barcella, Elaeis |
| Arecoideae    | Manicarieae      | ---                          | Manicaria |
| Arecoideae    | Euterpeae        | --                           | Euterpe, Hyospathe, Neonicholsonia, Oenocarpus, Prestoea |
| Arecoideae    | Geonomateae      | ---                          | Asterogyne, Calyptrogyne, Calyptronoma, Geonoma, Pholidostachys, Welfia                                                                                           |
| Arecoideae    | Leopoldinieae    | ---                          | Leopoldinia |
| Arecoideae    | Pelagodoxeae     | ---                          | Pelagodoxa, Sommieria, |
| Arecoideae    | Areceae          | Archontophoenicinae          | Actinokentia, Actinorhytis, Archontophoenix, Chambeyronia, Kentiopsis,                                                                                            |
| Arecoideae    | Areceae          | Arecinae                     | Areca, Nenga, Pinanga |
| Arecoideae    | Areceae          | Basseliniinae                | Basselinia, Burretiokentia, Cyphophoenix, Cyphosperma, Lepidorrhachis, Physokentia                                                                                |
| Arecoideae    | Areceae          | Carpoxylinae                 | Carpoxylon, Neoveitchia, Satakentia |
| Arecoideae    | Areceae          | Clinospermatinae             | Clinosperma, Cyphokentia |
| Arecoideae    | Areceae          | Dypsidinae                   | Dypsis, Lemurophoenix, Marojejya, Masoala |
| Arecoideae    | Areceae          | Laccospadicinae              | Calyptrocalyx, Howea, Laccospadix, Linospadix |
| Arecoideae    | Areceae          | Oncospermatinae              | Acanthophoenix, Deckenia, Oncosperma, Tectiphiala |
| Arecoideae    | Areceae          | Ptychospermatinae            | Adonidia, Balaka, Brassiophoenix, Carpentaria, Drymophloeus, Jailoloa, Manjekia, Normanbya, Ponapea, Ptychosperma, Ptychococcus, Veitchia, Wallaceodoxa, Wodyetia |
| Arecoideae    | Areceae          | Rhopalostylidinae            | Hedyscepe, Rhopalostylis |
| Arecoideae    | Areceae          | Verschaffeltiinae            | Nephrosperma, Phoenicophorium, Roscheria, Verschaffeltia |
| Arecoideae    | Areceae          | Areceae incertae sedis       | Bentinckia, Clinostigma, Cyrtostachys, Dictyosperma, Dransfieldia, Heterospathe, Hydriastele, Iguanura, Loxococcus, Rhopaloblaste                                 |

### Alcune specie

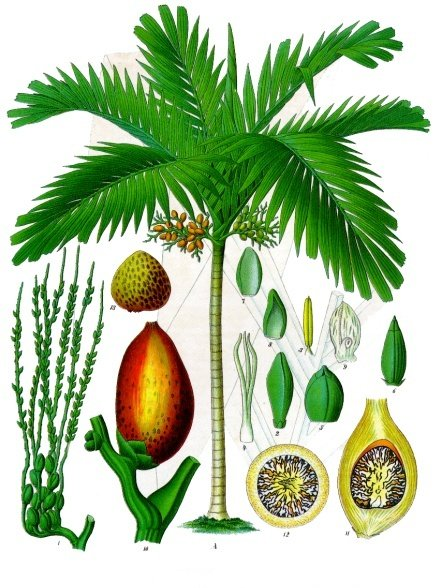
Areca catechu
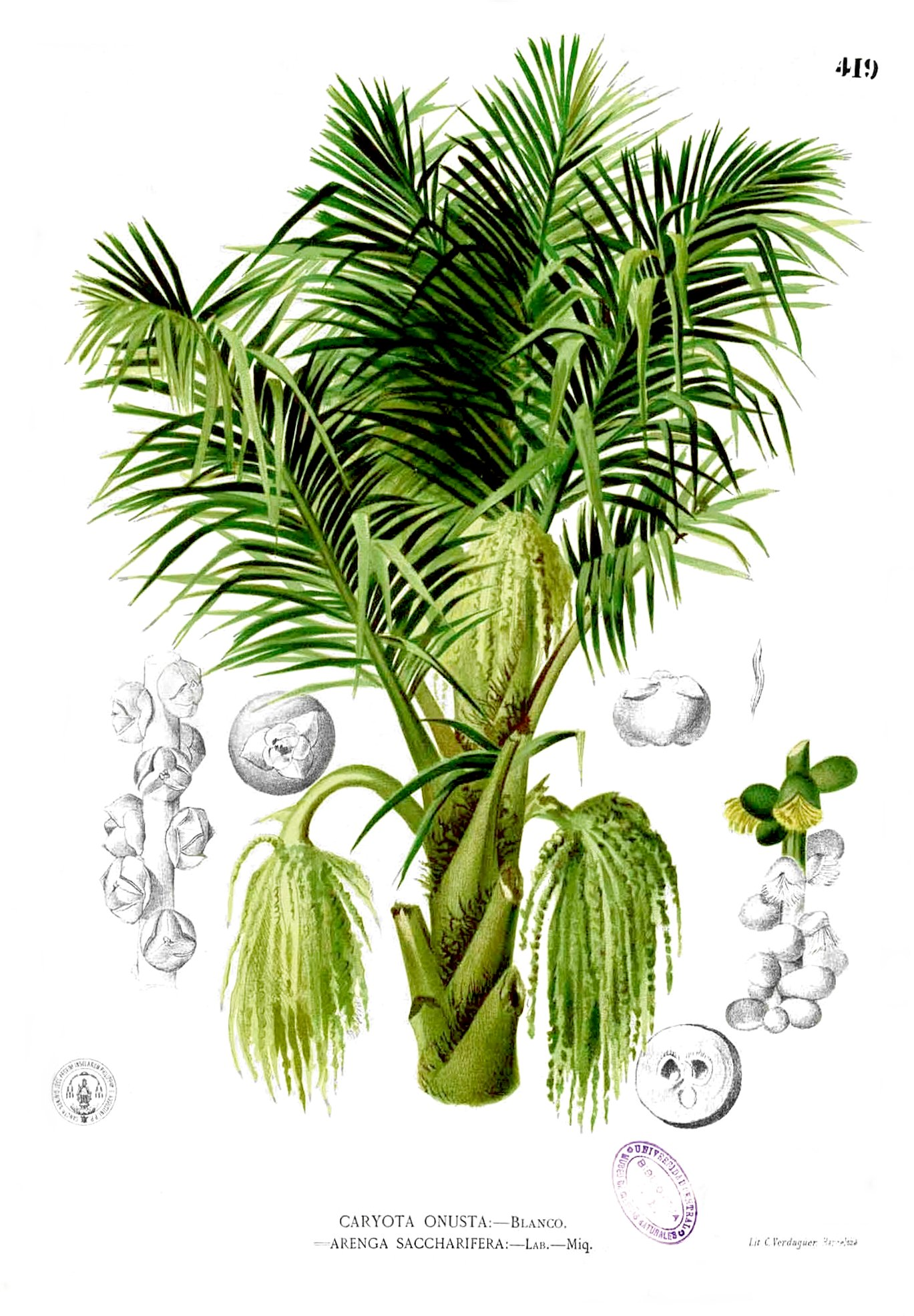
Arenga pinnata
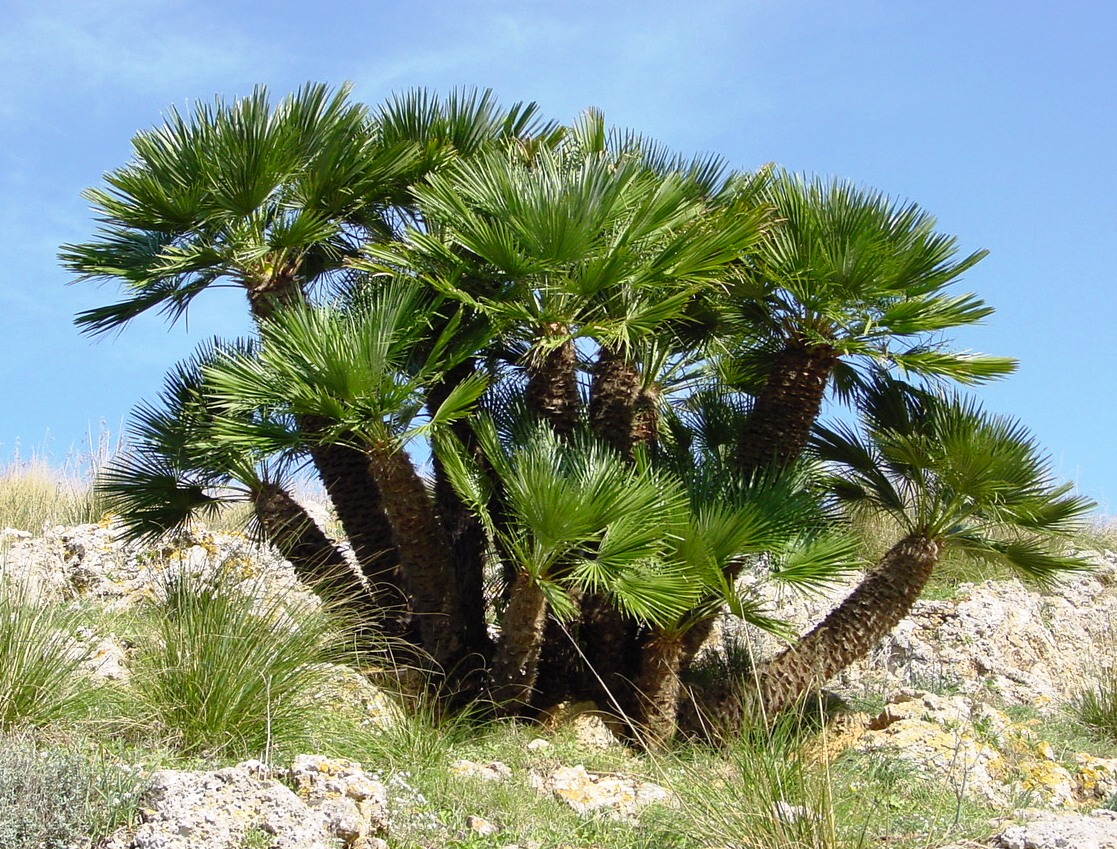
Chamaerops humilis
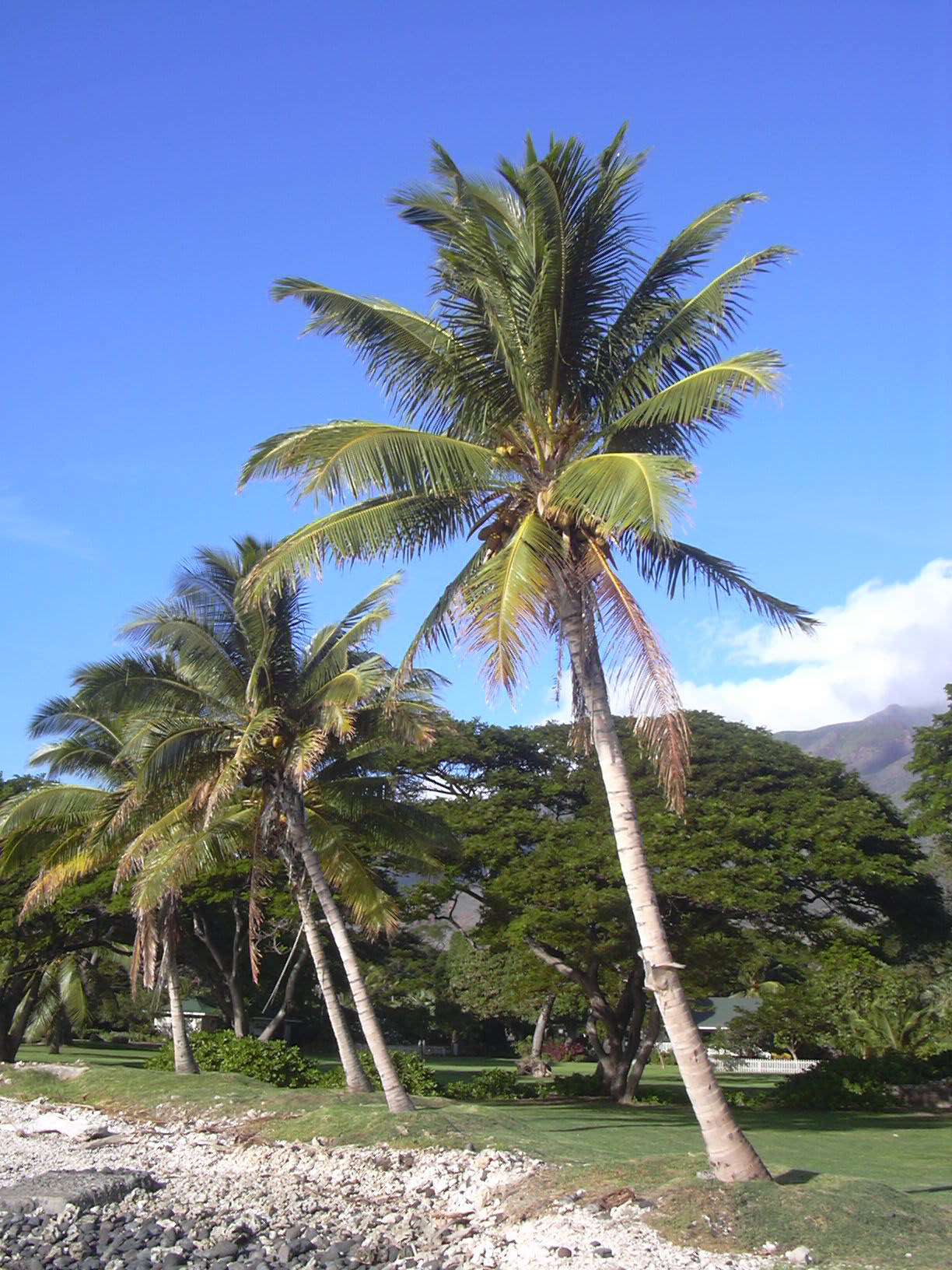
Cocos nucifera
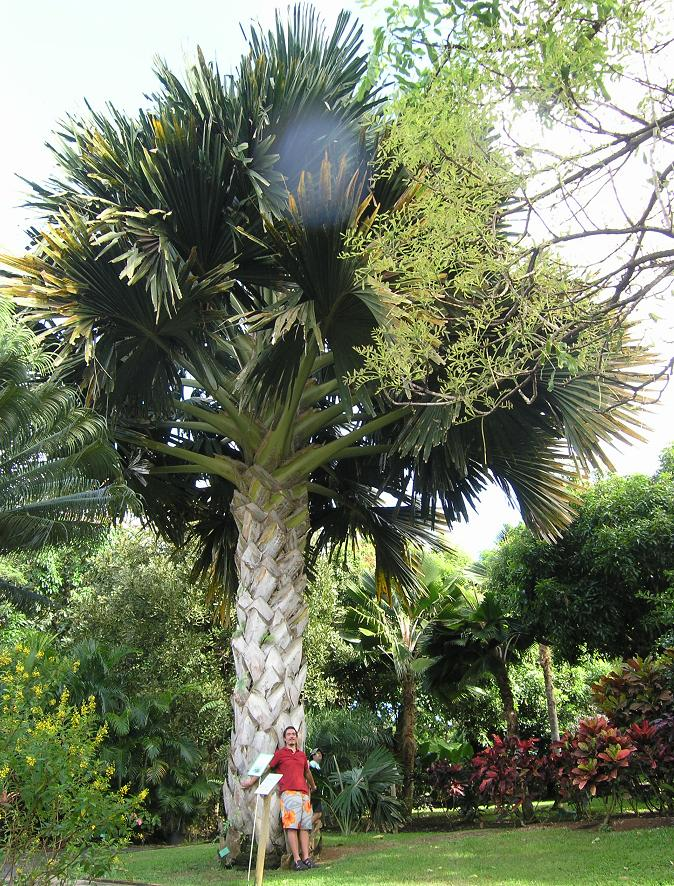
Corypha umbraculifera
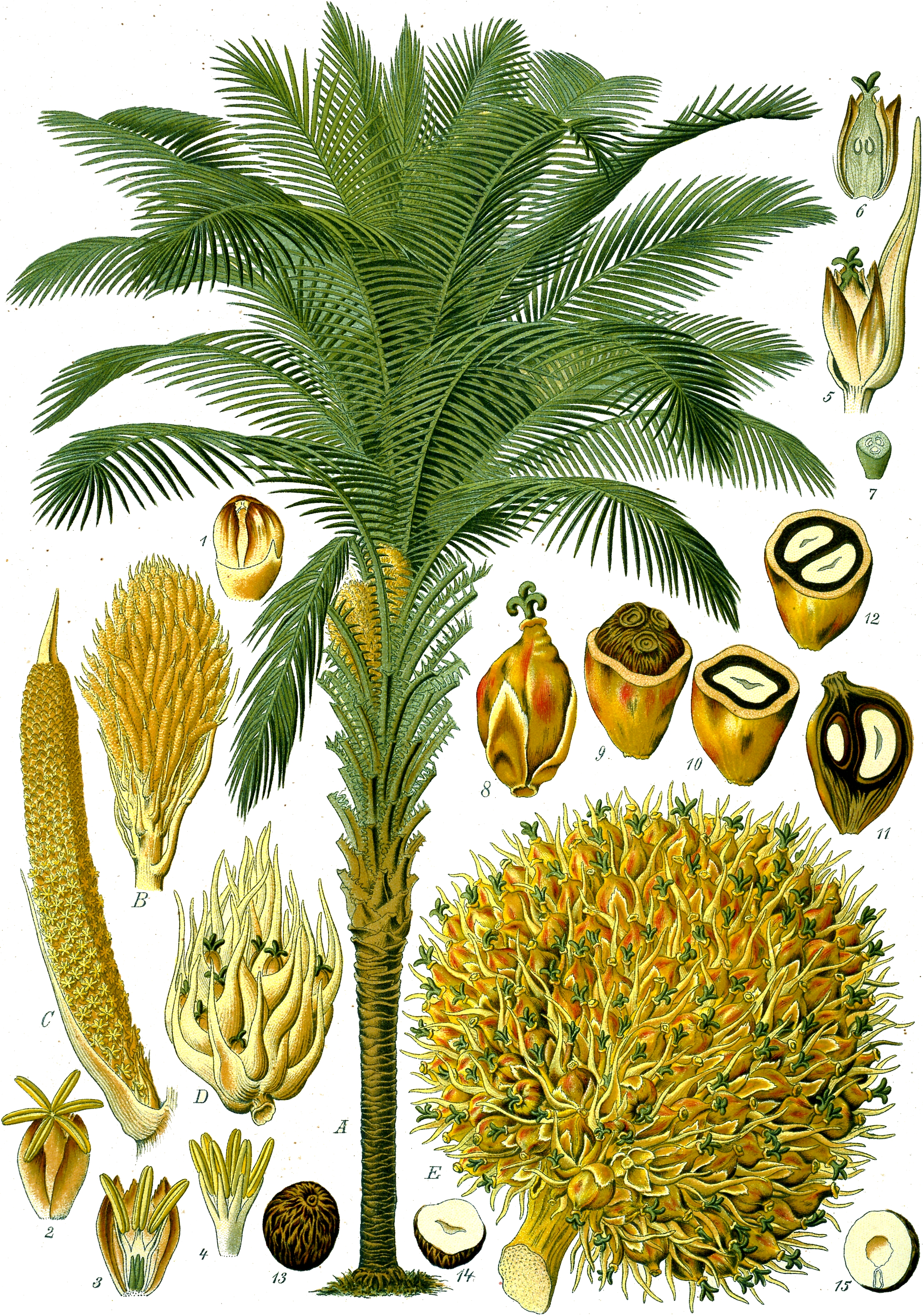
Elaeis guineensis
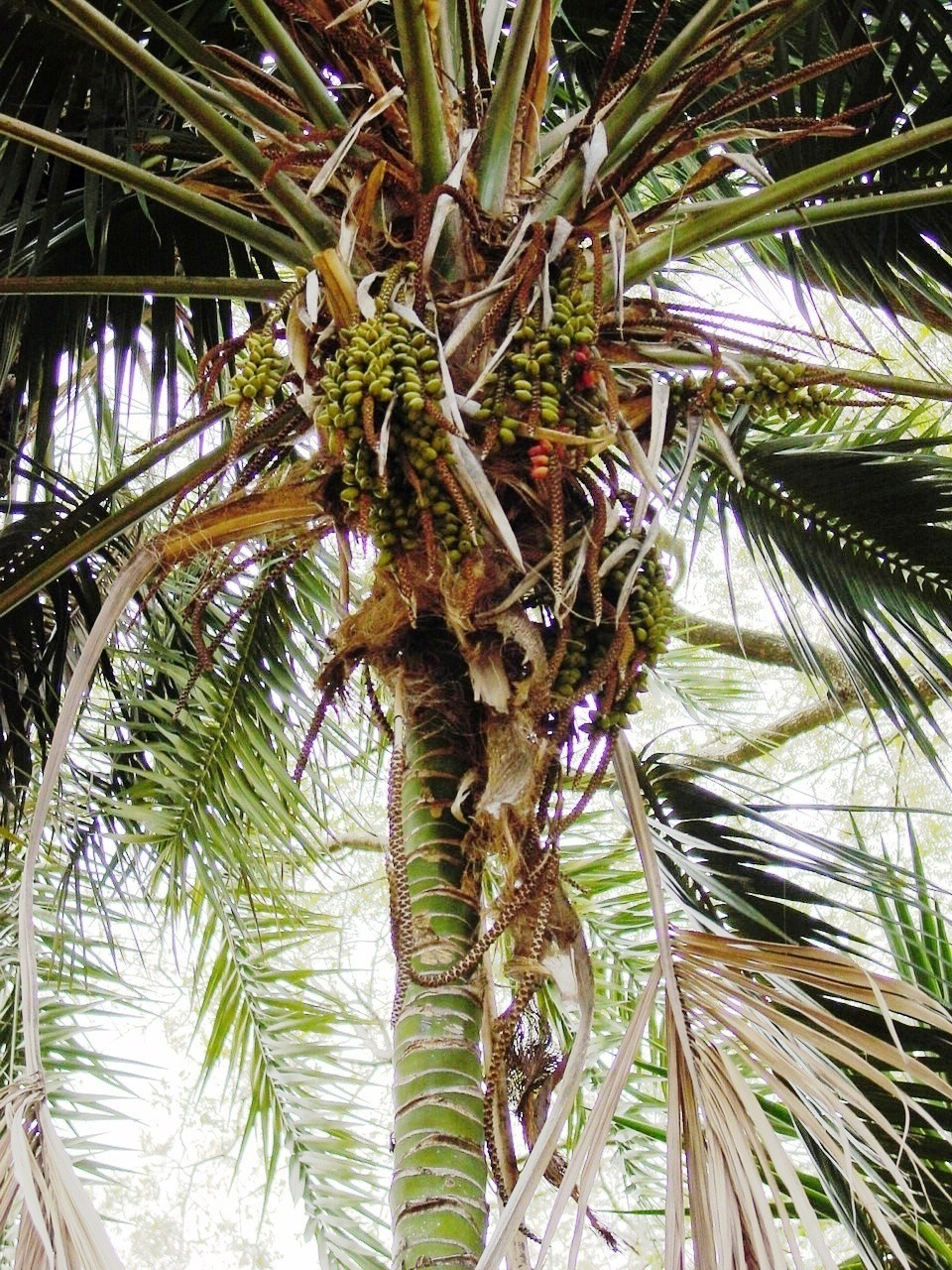
Howea forsteriana
Livistona chinensis
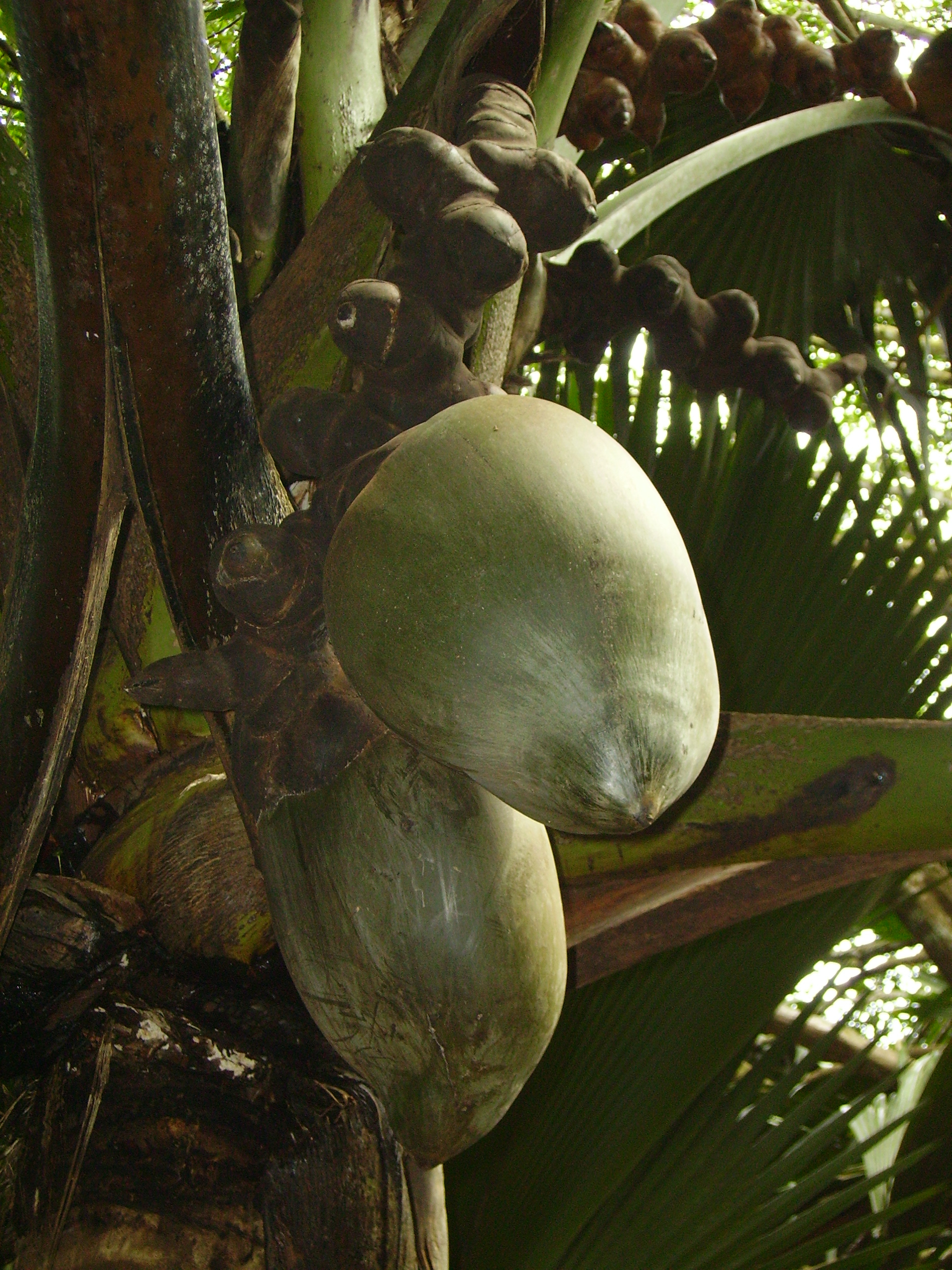
Lodoicea maldivica
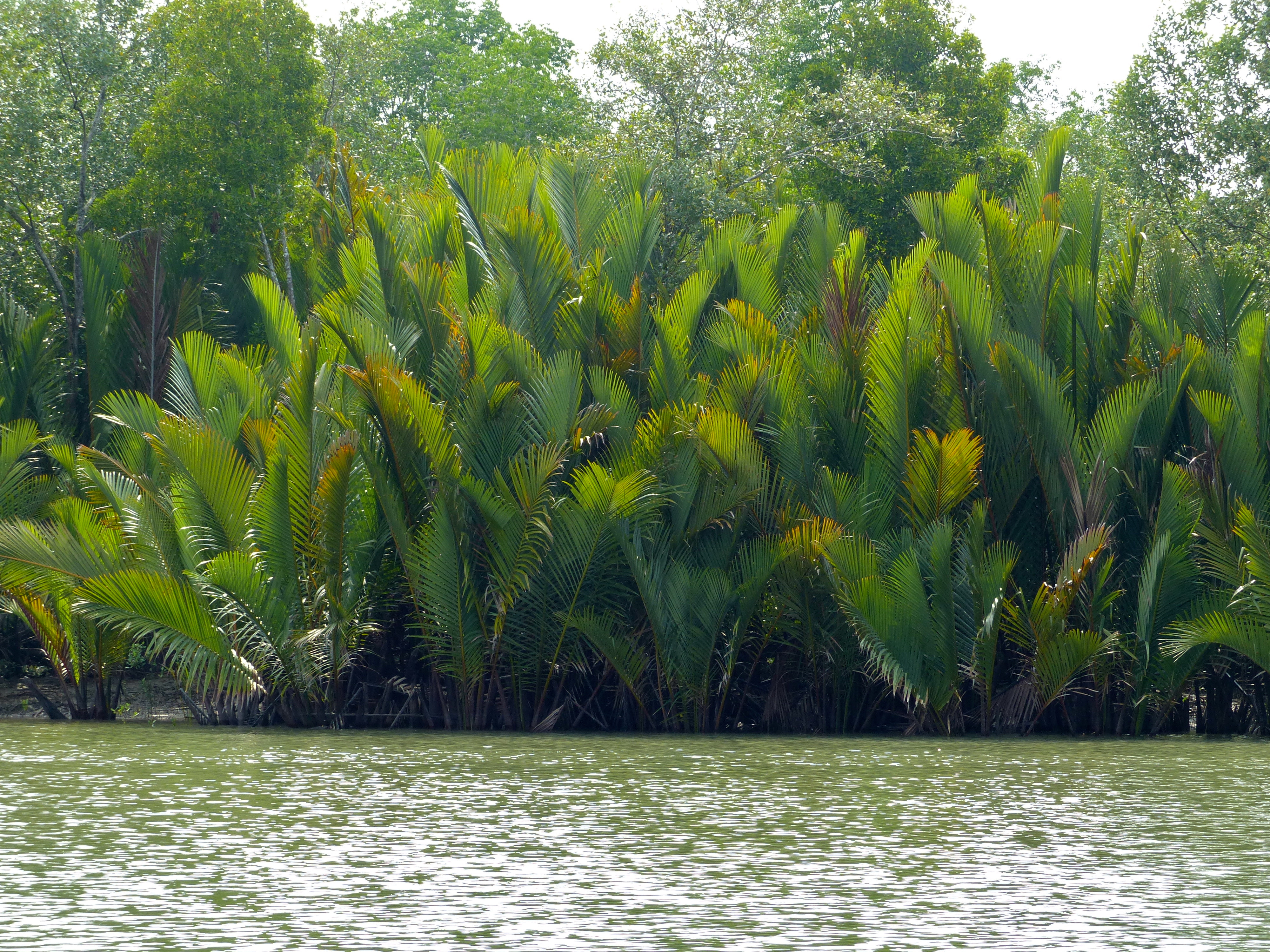
Nypa fruticans
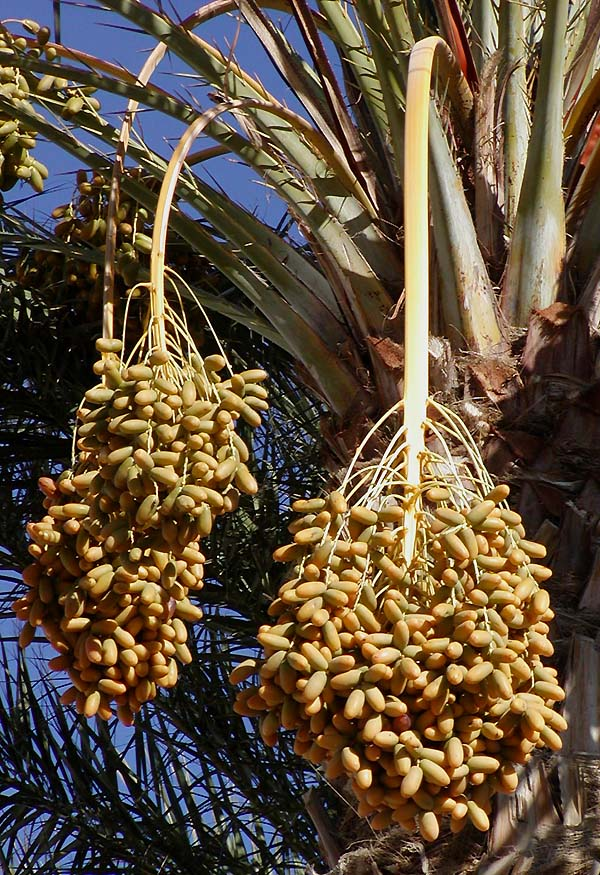
Phoenix dactylifera
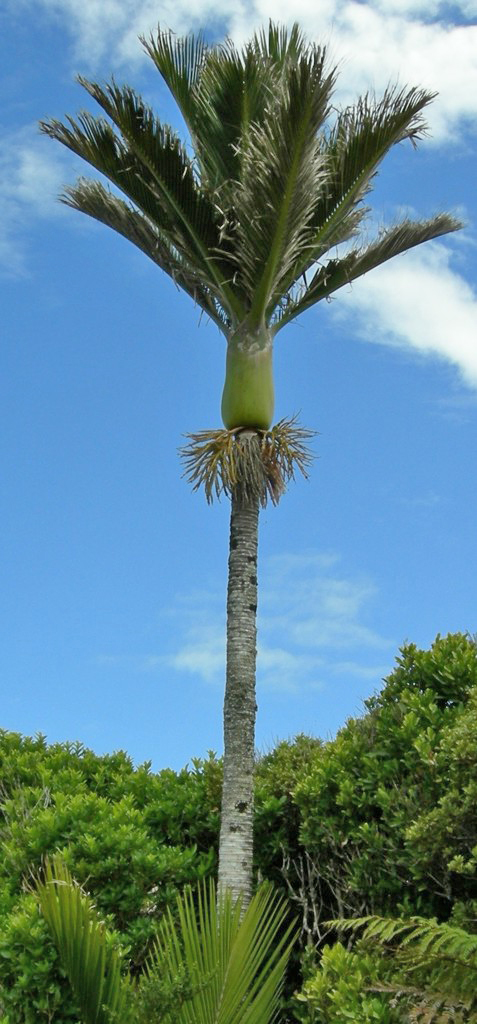
Rhopalostylis sapida
Rhapis excelsa
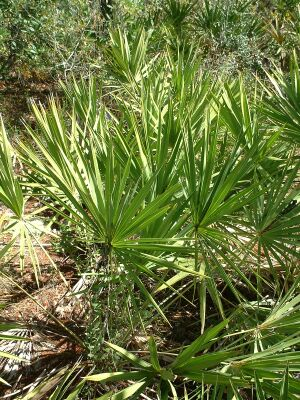
Serenoa repens
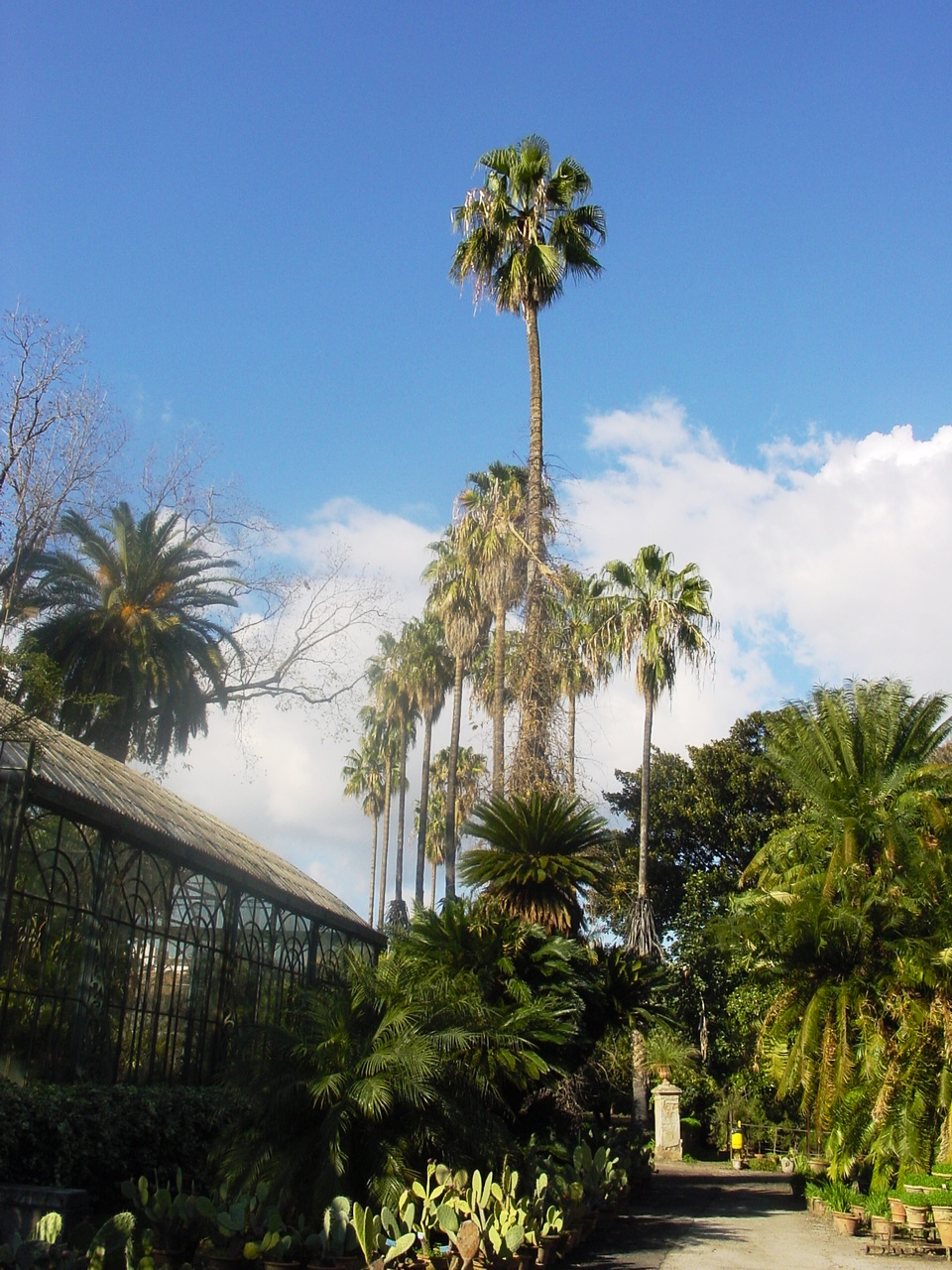
Washingtonia filifera

## Avversità
Uno dei più temibili parassiti di queste piante è il punteruolo rosso della palma (Rhynchophorus ferrugineus), un coleottero curculionide originario dell'Asia, recentemente propagatosi in Medio Oriente e successivamente a tutto il bacino del Mediterraneo, rivelatosi resistente a tutti i mezzi di controllo convenzionali.

Colpisce parecchie specie di Arecaceae tra cui le più diffuse palme ornamentali del Mediterraneo, ma anche specie di interesse economico quali la palma da cocco e la palma da olio.

## Usi

### Artigianato
Le foglie di alcune specie (per esempio Phoenix spp, Chamaerops spp.) sono spesso utilizzate in artigianato per intrecciare oggetti di uso domestico (copricapi, ceste e stuoie).

### Gastronomia
I frutti di alcune specie di questa famiglia (Phoenix dactylifera, Cocos nucifera) sono usati nell'alimentazione umana.
Alcune specie sono utilizzate, soprattutto in Asia, per la produzione del vino di palma e dell'olio di palma.

## Riferimenti nella cultura
Nella cultura mediterranea le palme sono un simbolo trionfale, riprodotto in numerose opere pittoriche e architettoniche, nei motivi decorativi di ceramiche e monete; occupano un posto importante nella liturgia cristiana nei rituali che precedono la Pasqua (Domenica delle palme).